# Radnewo
Radnewo (bułg. Раднево) – miasto w Bułgarii; 14 293. mieszkańców (2006).